# Parachernes auster
Espèce
Parachernes auster est une espèce de pseudoscorpions de la famille des Chernetidae.

## Distribution
Cette espèce est endémique de la région des Lacs au Chili. Elle se rencontre vers Chepu.

## Description
Parachernes auster mesure de 2 à 2,3 mm.

## Publication originale
- Beier, 1964 : Die Pseudoscorpioniden-Faunas Chiles. Annalen des Naturhistorischen Museums in Wien, vol. 67, p. 307-375 (texte intégral).